# Diancey
Diancey é uma comuna francesa na região administrativa da Borgonha-Franco-Condado, no departamento de Côte-d'Or. Estende-se por uma área de 10,29 km². Em 2010 a comuna tinha 90 habitantes (densidade: 8,7 hab./km²).